# 全国労働金庫労働組合連合会
全国労働金庫労働組合連合会（ぜんこくろうどうきんころうどうくみあいれんごうかい、略称：全労金（ぜんろうきん）、英語：Federation of Labour Bank Workers Union of Japan）は、日本の労働組合である。日本労働組合総連合会（連合）、ユニ・グローバル・ユニオン（UNI）に加盟している。

## 概要
全労金は、全国の労働金庫とその関連会社、全国労働金庫協会（労金協会）・労働金庫連合会（労金連）で働く労働者を組合員とする労働組合で構成する連合会組織である。

## 沿革
- 1956年（昭和31年）11月に、全国労働金庫労働組合協議会が結成。
- 1960年（昭和35年）の第5回定期大会で、現在の連合会組織への移行が決定。
- 1993年（平成5年）に日本労働組合総連合会（連合）加盟。[2]

## 加盟組合
- 北海道労働金庫労働組合
- 東北労働金庫労働組合
- 中央労働金庫労働組合
- 新潟県労働金庫労働組合
- 長野県労働金庫労働組合
- 静岡県労働金庫労働組合
- 北陸労働金庫労働組合
- 東海労働金庫労働組合
- 近畿労働金庫労働組合
- 中国労働金庫労働組合
- 四国労働金庫労働組合
- 九州労働金庫労働組合
- 沖縄県労働金庫労働組合
- ろうきんセントラル労働組合